# Giuseppina Rippa
Giuseppina Rippa (Marmirolo, 1915 – Mantova, 11 settembre 1943) è stata un'antifascista italiana, vittima del nazifascismo.

## Biografia
Il proclama Badoglio dell'8 settembre 1943 causò lo sbandamento delle truppe italiane, lasciate senza ordini precisi di fronte ad un repentino cambio d'alleanza, offrendo all'ex-alleato tedesco l'occasione di intervenire rapidamente e, in poche ore, disarmare e catturare un grande numero di soldati italiani, poi inviati nei campi di lavoro in Germania. 

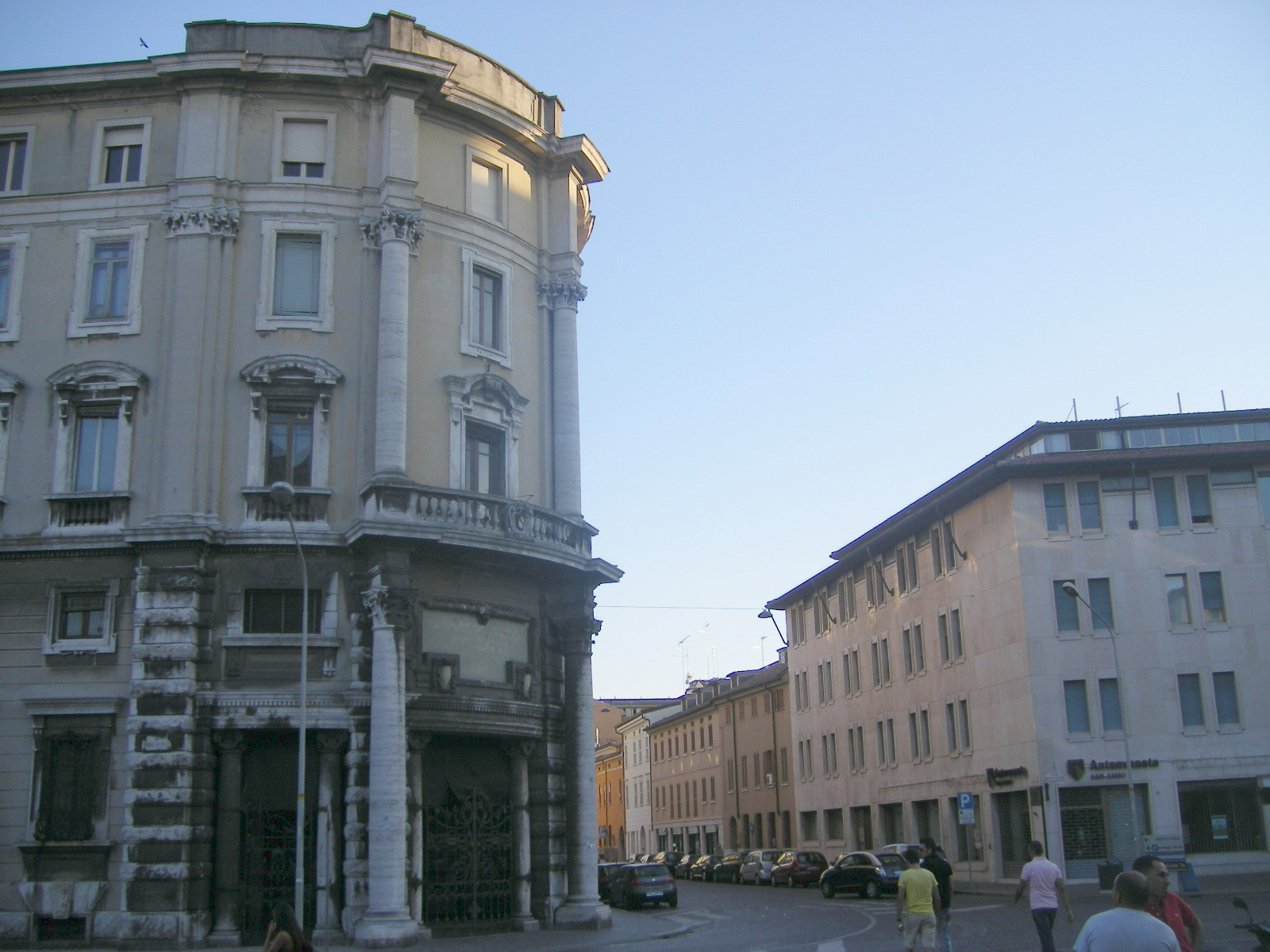
Piazza Martiri di Belfiore a Mantova

Anche allo scopo di intimidire la popolazione, camion stipati all'inverosimile di prigionieri venivano lasciati nelle piazze delle città in attesa del loro trasferimento sui convogli ferroviari diretti in Germania.
L'11 settembre 1943, uno di questi autocarri stazionava a Mantova, nella centrale piazza Martiri di Belfiore. I lamenti dei prigionieri, lasciati senza acqua e cibo da giorni, convinsero Giuseppina Rippa ad intervenire. Domestica in uno dei palazzi prospicienti la piazza, Giuseppina decise di portare pane e acqua ai militari italiani. Arrivata in prossimità dell'autocarro, non si curò delle interdizioni lanciate dalle guardie e iniziò a porgere i tozzi di pane attraverso le feritoie del cassone. Mentre era intenta alla distribuzione fu assassinata da un militare tedesco con un colpo di rivoltella.
Giuseppina Rippa, con don Eugenio Leoni fucilato il 12 settembre e i dieci prigionieri militari italiani massacrati in valletta Aldriga il 19, è una vittima di quel "terrorismo preventivo" attuato dall'esercito tedesco a Mantova per scoraggiare qualsiasi resistenza all'occupazione militare.
Le città di Mantova e Marmirolo hanno dedicato una via cittadina alla sua memoria.